# Каулифлория

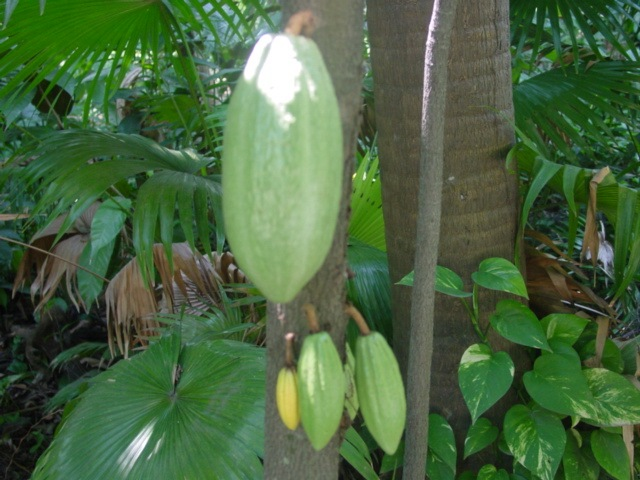
Каулифлория. Плоды на стволе дерева какао.

Каулифло́рия (от греч. καυλός — «стебель, ствол» и лат. flos, floris — «цветок») — развитие цветков, а затем и плодов из спящих почек непосредственно на стволе и толстых ветвях древесных растений. Для развития цветков на толстых ветвях также применяется особый термин — рамифлория (от лат. ramus «ветвь»).

## Примеры
Каулифлория встречается у тропических растений, среди которых какао, множество видов фикусов, хурма, дуриан, хлебное дерево, джекфрут, чемпедак, курупита гвианская и другие.
Среди растений средней полосы России это явление встречается у волчьего лыка и облепихи. В Северной Америке за пределами тропиков каулифлория характерна для канадского багрянника.

## Биологический смысл
По предположению натуралиста Альфреда Уоллеса, цветки, расположенные на стволе ниже кроны, легче отыскать опылителям. Плоды таких деревьев также более доступны для птиц и летучих мышей, которые, съедая плод, распространяют семена. Деревьям с очень крупными, тяжелыми или множественными плодами каулифлория позволяет уберечь тонкие ветви, которые не выдержали бы веса плодов.